# 原山光正
原山 光正（はらやま みつまさ、1993年4月6日 - ）は、トップイースト-Bクリーンファイターズ山梨に所属するラグビーユニオンの選手。

## プロフィール
- 京都府出身[1]。
- ポジションはフッカー(HO)。
- 身長 176cm、体重 102kg 。
- U17近畿代表候補に選ばれたことがある[2]。

## 略歴
ラグビーを始めたきっかけは中学の時に誘われたことから。
2012年、立命館宇治高校卒業後、立命館大学に入る。
2016年、立命館大学卒業後、コカ・コーラレッドスパークスに加入。同年12月17日に行われたジャパンラグビートップリーグ第12節のクボタスピアーズ戦にて途中出場で公式戦初出場を果たす。
2021年、NTTドコモレッドハリケーンズ(現・レッドハリケーンズ大阪)に加入。
2024年、クリーンファイターズ山梨に加入。